# Rhoicinaria maculata
Rhoicinaria maculata là một loài nhện trong họ Amaurobiidae.
Loài này thuộc chi Rhoicinaria. Rhoicinaria maculata được Eugen von Keyserling miêu tả năm 1878.